# Molino semiautógeno
El molino semiautógeno o molino SAG es un equipo usado en plantas mineras para moler rocas de mineral para reducir su tamaño y hacerlo apto para las etapas siguientes de procesamiento de dicho mineral. 
Estos equipos se caracterizan por ser de mayor potencia y tamaño que los molinos de bolas y por permitir una mayor razón de reducción del tamaño de las rocas. De esta manera, una planta que posee molienda semiautógena puede simplificar su proceso al pasarse directamente del chancado primario a la flotación, sin emplear etapas intermedias de chancado secundario y terciario para reducir el tamaño del mineral.
Estos molinos se denominan semiautógenos porque para la molienda del mineral emplean además del mismo mineral, bolas de acero. Al girar el contenido en el molino, las rocas y bolas caen y ayudan a moler el mismo mineral.
Otra diferencia visual entre estos tipos de molinos, es que en general los molinos SAG o semiautógenos poseen un mayor diámetro y una menor longitud que los molinos de bolas.

## Aplicaciones de los molinos semiautógenos
El campo principal de aplicación de la molienda autógena es el tratamiento y preparación de minerales (Cu, Pb, Zn, Fe, baritina, fosfatos, amianto).
También hay molinos de este tipo trabajando en el tratamiento de materias primas para la fabricación de cemento, fabricación de arena artificial, etc.

## Accionamiento Eléctrico
Los molinos son equipos mecánicos que para ser accionados requieren de un sistema motor compuesto por uno o dos motores según el tipo de accionamiento. La elección de este se relaciona básicamente con la potencia requerida y de si se requiere contar con velocidad variable en el proceso.
Específicamente en el caso de los molinos semiautógenos no se considera necesario contar con velocidad variable, pues el molino se operará con una velocidad que no requiere ser permanentemente ajustada. Esto porque dicha variación de velocidad no mejora ni empeora el rendimiento o resultado final.
Los tipos de accionamiento empleados usualmente para molinos de bolas y semiautógenos son:
1. - Accionamiento mediante piñón corona: en este caso se adosa al tambor del molino una corona o engranaje perimetral de gran diámetro, que es accionado mediante uno o dos piñones, los que a su vez se acoplan a uno o dos motores eléctricos, según la potencia que se requiera. La razón de transformación dada por la gran diferencia de diámetros entre el piñón y la corona permite una gran reducción de velocidad, con lo que se obtiene la baja velocidad con que esto equipos operan. El límite práctico de esta solución está dado por la potencia que es posible transmitir a la corona, y actualmente bordea los 15 MW.
2. - Accionamiento mediante motor anillo y cicloconversor: es la solución habitualmente asociada a los molinos semiautógenos, esto dado los rangos de potencia que superan habitualmente los que permite la solución anterior. En este caso en lugar de emplearse uno o dos motores, se emplea uno único motor anillo, denominado así porque el rotor se acopla directamente al tambor del molino (en forma parecida a lo que se hacía con la corona) y el estator toma la forma de anillo. El estator se acopla a la fundación y es accionado mediante un cicloconversor o cicloconvertidor. Este tipo de convertidor de electrónica de potencia permite convertir la alimentación trifásica de frecuencia de la red (50 Hz o 60 Hz, según el país) en una alimentación de baja frecuencia que permite obtener la baja velocidad requerida por el molino.
3. 3- Accionamiento mediante variador de velocidad: para potencias más bajas, se utiliza a veces en lugar del cicloconversor un variador de velocidad.

## Ventajas de los molino autógenos integrales
- Mejora la estructura del mineral obtenido.
- Buena liberación con un mínimo de finos.
- Relaciones de reducción de 1000:1 (suprimiendo varias etapas de machaqueo y molienda).
- Reducción de instalaciones de manejo, clasificación, almacenamiento intermedio, etc. (ahorro de equipos).
- Reducción de costes de mantenimiento
- Bajos desgastes metálicos (1000 g/t tratada)
- Contaminación de la carga baja